# Index.hr
Index.hr hrvatski je tabloidski mrežni portal započet u prosincu 2002. godine sa sjedištem u Zagrebu, a utemeljio ga je novinar Matija Babić. Isprva je osmišljen kao mrežna stranica za prikupljanje vijesti iz Hrvatske, Bosne i Hercegovine, Srbije i Slovenije. Stranica je brzo počela rasti u popularnosti, a s vremenom je počela objavljivati sve više vlastitih članaka, čime je uz porast broja zaposlenika Index.hr postao i samostalna medijska organizacija. Index se smatra „neovisnim, liberalnim i čvrsto opozicijskim portalom” sa „snažnom liberalnom pristranošću”.
Stranica objavljuje članke o politici, biznisu, sportu i šoubiznisu te kolumne koje pokrivaju razne teme, od tračeva do političkih komentara. Prema američkoj tvrtci Alexa Internet, Index je 2010. godine bio 6. mrežna stranica po popularnosti u Hrvatskoj te Bosni i Hercegovini. Do 2018. godine Index je postao vodeći mrežni portal za vijesti u Hrvatskoj, ali je unatoč popularnosti ostao među portalima kojima se u Hrvatskoj najmanje vjeruje.